# Nahrungsmittelgesetz
Das erste Nahrungsmittelgesetz in Deutschland wurde als Reichsgesetz am 14. Mai 1879 erlassen. Es löste Partikulargesetze ab, die als unzureichend eingestuft waren. Der Gesetzgeber orientierte sich an Bestimmungen eines britischen Gesetzes vom 11. August 1875 und schuf damit ein reichseinheitliches Lebensmittelrecht.

## Gesetzesinhalt

### Erfasste Gegenstände
Das „Gesetz, betreffend den Verkehr mit Nahrungsmitteln, Genussmitteln und Gebrauchsgegenständen“ erstreckte sich auf
- Nahrungsmittel
- Genussmittel
- Spielwaren
- Tapeten
- Farben
- Ess-, Trink- und Kochgeschirr
- Petroleum
- sonstige Gebrauchsgegenstände

und deren Verfälschungen.
Das Gesetz war eine gewisse rechtliche Grundlage zur Fleischbeschau, deren Ausgestaltung blieb jedoch den Bundesstaaten anvertraut. Erst am 1. April 1903 traten auch auf diesem Gebiet reichseinheitliche Regelungen aufgrund des „Gesetzes, betreffend die Schlachtvieh- und Fleischbeschau“ vom 3. Juni 1900 in Kraft.

### Polizeiliche Beaufsichtigung
Polizeibeamte wurden ermächtigt, Proben der in den Geschäftsräumen angebotenen Gegenstände zu den üblichen Geschäftszeiten zur behördlichen Untersuchung mitzunehmen. Der Verkäufer hatte Anspruch auf eine Entschädigung in Höhe des Kaufpreises. War der Geschäftsinhaber wegen Delikten mit diesem Gesetz bereits verurteilt, konnte die Polizei Revisionen vornehmen, um das Einhalten der Bestimmungen zu überprüfen.
Der Weg über eine „Gesundheitspolizei“ kann als Einstieg in die behördliche Lebensmittelüberwachung in Deutschland betrachtet werden.

### Verordnungsermächtigung
Der Kaiser durfte mit Zustimmung des Bundesrates Detailregelungen treffen zum Verbot
- von bestimmten Arten der Herstellung, Aufbewahrung oder Verpackung von Nahrungs- und Genussmitteln.
- des gewerbsmäßigen Verkaufs oder Anbietens von Nahrungs- und Genussmitteln einer bestimmten Beschaffenheit oder unter täuschender Bezeichnung.
- des Verkaufs und Anbietens an bestimmten Krankheiten leidender Schlachttiere sowie des Verkaufs des Fleisches solcher Tiere
- des Verwenden bestimmter Stoffe und Farben zur Herstellung von Bekleidungsgegenständen, Spielwaren, Tapeten oder Geschirr sowie den Verkauf von verbotswidrig hergestellten Sachen
- von Petroleum bestimmter Beschaffenheit
- der Produktion und des Verkaufs von Gegenständen, die zur Fälschung von Nahrungs- und Genussmitteln bestimmt waren.

Am 1. Mai 1882 wurde auf der Basis dieses Gesetzes eine kaiserliche Verordnung über die Verwendung giftiger Farben erlassen, die ihre Verwendung in Nahrungs- und Genussmitteln verbot.

### Strafandrohung
Das Gesetz sah als Sanktionen bei Zuwiderhandlungen Geld- oder eine Haftstrafe von sechs Monaten vor.

## Andere Rechtsnormen
Neben dem Gesetz blieben weitergehende Landes- und örtliche Regelungen in Kraft. Größere Gemeinden sorgten zuvor schon durch Errichten öffentlicher Schlachthäuser mit Schlachthauszwang und Anstellung von Tierärzten als Fleischbeschauer dafür, dass zum Verzehr ungeeignetes Fleisch von kranken Tieren nicht auf den Markt kam. Bestehende Vorschriften zur Kontrolle der Milch waren weiterhin gültig.

## Anlass
Das Nahrungsmittelgesetz entstand, nachdem im Alltagsleben immer wieder mal Panschereien bei Milch, Streckung von Wurst mittels Mehl oder Sägemehl oder im Mehl Beimengungen von Kreide, Gips oder anderen Mineralien beobachtet worden waren. Buletten eines Berliner Ausflugslokals, denen Sägemehl beigemengt war, sorgten schließlich für ein Einschreiten des Gesetzgebers.

## Geltungsdauer
Das im Reichsgesetzblatt Nr. 14 vom 22. Mai 1879 verkündete Gesetz, betreffend den Verkehr mit Nahrungsmitteln, Genußmitteln und Gebrauchsgegenständen behielt bis zum 1. Oktober 1927 seine Gültigkeit. Ab diesem Tag galt das Gesetz über den Verkehr mit Lebensmitteln und Bedarfsgegenständen (Lebensmittelgesetz) vom 5. Juli 1927 (RGBl. I S. 134).